# 찬다나가르

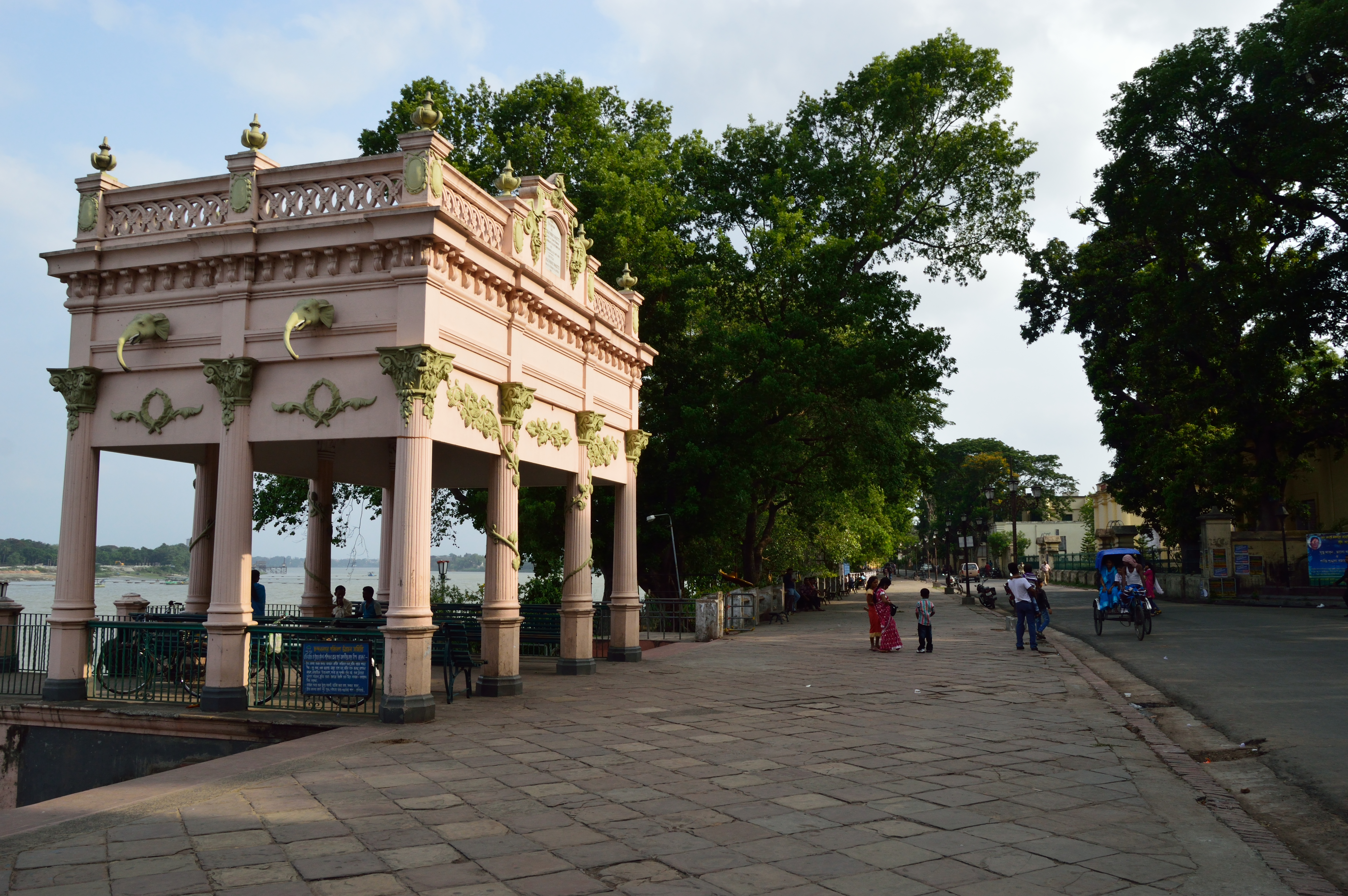

찬다나가르(벵골어: চন্দননগর, 영어: Chandannagar, 프랑스어: Chandernagor)는 인도 서벵골주의 도시로, 과거 프랑스의 식민지였던 곳이며 콜카타에서 북쪽으로 30km 정도 떨어진 곳에 위치한다.
1673년 프랑스가 벵골의 나와브인 이브라힘 칸으로부터 윤허를 받고 후글리 강 우안에 무역 사무소를 설치하였는데 당시 벵골은 무굴 제국의 영토였다. 1688년 프랑스의 식민지로 편입되었으며 프랑스령 인도의 경제적 중심지로 번영을 이룩하였다. 1952년 프랑스가 이 곳의 주권을 인도에 이양하였고 1954년 10월 2일을 기해 인도에 정식 병합된다.

## 같이 보기
- 프랑스령 인도